# Apóstolos Vesyrópoulos
Apóstolos Vesyrópoulos (en grec moderne : Απόστολος Βεσυρόπουλος), né en 1966 à Véria en Grèce, est un homme politique grec.

## Biographie
Aux élections législatives grecques de janvier 2015, il est élu député au Parlement grec sur la liste de la Nouvelle Démocratie dans la circonscription de l'Imathie.